# すなおになれば
「すなおになれば」は、吉田拓郎が1988年3月21日にリリースした30枚目のシングル。発売元はフォーライフ・レコード（現・フォーライフミュージックエンタテイメント）。

## 概要
拓郎単独名義のシングルとしては、1985年にリリースされた「風をみたか」以来約3年ぶりとなるシングルで、拓郎本人が作詞と作曲したシングルとしては、同年にリリースされた「ふざけんなよ」以来である。
アルバム『MUCH BETTER』からの先行シングルで、「すなおになれば」はシングルバージョンである。
拓郎本人が出演したサッポロビール『サッポロ★ドライ』のCMソングとして起用された。
このシングルを最後に、EPレコードのリリースは終了している。ただし、「ひまわり / シンシア '89」と「落陽」、「俺を許してくれ」は、有線放送用に限定プレスされた。

## 収録曲
- 全作詞・作曲：吉田拓郎

Side:A
1. すなおになれば（5分44秒）
編曲：吉田拓郎・瀬尾一三

Side:B
1. いくつもの夜が（5分2秒）
編曲：吉田拓郎

## 収録ディスク

### アルバム
すなおになれば
- 『MUCH BETTER』(1988年)
- 『LIFE』(1995年)
  - ビル・シュネーによるリミックスが施されている。

いくつもの夜が
- 『MUCH BETTER』(1988年)

## カバー
- 香坂みゆき（1991年、アルバム『カントス3』[5]収録）